# ブラビス・インターナショナル
ブラビス・インターナショナル(Bravis International) は、1996年フミ・ササダ(笹田史仁)によって設立された東京都渋谷区に本社をおく、企業・製品のブランディング（CIやVI開発、パッケージデザイン、ネーミング開発、スローガンなど）をトータルで提案している企業。
東京本社のほか、ソウル、上海、台北、ニューヨーク、ローザンヌ、ブエノスアイレスに支社がある。

## 概要
代表取締役のフミ・ササダは、1968年奨学生として渡米。カリフォルニア州立大学ロサンゼルス校卒業後、アートセンター・カレッジ・オブ・デザインにて、グラフィック／パッケージデザイン学科卒業。1978年ランドーアソシエイツ・サンフランシスコ本社にデザイナーとして入社。1996年にブラビス・インターナショナルを設立。
デザインアワードRed Dot Awardのコミュニケーションデザイン審査員(2009年コミュニケーションデザイン パッケージデザイン部門)、世界的なパッケージデザインコンペティションPENTAWARDSの審査員(2007年)をはじめ、社団法人日本パッケージデザイン協会の理事長を務めた。
（ブラビス・インターナショナルのホームページ、日経ビジネス記事参照）

## ブラビスがコーポレートアイデンティティ(CI)・BI開発を手がけた主な企業・商品・サービス
- アクティオレンタカー（アクティオ）
- アットローン
- USHIO（ウシオ電機）
- エコモ（Tokyo Design International）
- FM Salus（横浜コミュニティ放送）
- GEORGIA（日本コカ・コーラ）
- 216 The Strand（片岡物産）
- クロレッツ（キャドバリー・ジャパン）
- 九州観光推進機構
- のどごし生（麒麟麦酒）
- 麒麟100周年マーク（麒麟麦酒）
- 呉竹
- KDDI
- コブラズ（Macoto Cobras／台湾）
- JFEホールディングス
- ジャパンビバレッジ
- J-POWER（電源開発）
- JPX（日本取引所グループ）
- 太陽生命保険
- T & D保険グループ
- TENY（テレビ新潟放送網）
- デンソー
- 東急ドライビングスクール（学校法人五島育英会）
- 東急本店・東急東横店（東急百貨店）
- 東京証券取引所
- トヨタホーム
- パラチノース（三井製糖）
- PiTaPa ICカード（スルっとKANSAI）
- ViViA（テレビ朝日映像）
- プラチナゲームズ
- ぷらっと
- プロミス
- ポッカサッポロ
- HOYA
- マザーズ（東京証券取引所）
- みずほフィナンシャルグループ
- 三菱地所
- 明治安田生命（明治安田生命保険相互会社）
- 明治ブルガリアヨーグルト（明治乳業）
- 野菜一日これ一本（カゴメ）
- LIXIL
- ロト6/ミニロト/スクラッチ（宝くじ）

## ブラビスがネーミングを手がけた主な商品・サービス
- アクアコンディショナー（ナチュラブ）
- 旨ラーメン（農心）
- エポロ（日産自動車）
- カフェ・レジェロ（モス・フードサービス）
- ネコロ（オムロン）
- PitaPa ICカード（スルっとKANSAI）
- プライムマックス（ハイト）
- ホワイティーン（キャドバリー・ジャパン）
- ミスイズム（日本アムウェイ）
- レディゴ（日産自動車）

## ブラビスがブランディング、パーケージデザインを手がけた主な商品・サービス
- アクロン（ライオン）
- 秋味（麒麟麦酒）
- アタックギフト（花王）
- アロマックス（ポッカコーポレーション）
- 石窯工房ピザ（日本ハム）
- 写ルンです（富士写真フイルム）
- 旨ラーメン（農心／韓国）
- 潤る茶（うるる茶）（キリンビバレッジ）
- ガッツギア（味の素）
- 加ト吉 たきたてご飯3個パック（加ト吉）
- 甘熟トマト（カゴメ）
- キシリクリスタル（キャドバリー・ジャパン）
- Kiri クリームチーズ（ベルジャポン）
- キリンチューハイ氷結ゼロ（麒麟麦酒）
- 銀のさら、銀のスプーン（ユニ・チャームペットケア）
- クロレッツ（キャドバリー・ジャパン）
- けんおんくん（オムロン）
- 午後もケロッグ（日本ケロッグ）
- コクがおいしいミルクココア（明治製菓）
- コブラズ（Macoto Cobras／台湾）
- コムタン春雨（農心／韓国）
- コンタック（グラクソ・スミスクライン）
- ジョージア(GEORGIA)（日本コカ・コーラ）
- シリアル コーンフレーク他（日本ケロッグ）
- スコッチブライト（住友スリーエム）
- 澄みきり（麒麟麦酒）
- ソフィ（ユニ・チャーム）
- 谷川連峰のうるおい天然水（JR東日本ウォータービジネス）
- T.O.P（東西食品／韓国）
- Chill（カールスバーグ／中国発売）
- 東京パステッロ（アイル）
- 東京カンパネラ（アイル）
- 東急本店（東急百貨店）
- 東急東横店（東急百貨店）
- ネスカフェ・エクセラ（ネスレ日本）
- ネスカフェ・バリスタ（ネスレ日本）
- ネスカフェ・ブライト（ネスレ日本）
- 燃焼スープ（味の素）
- ノグリ（農心／韓国）
- のどごし生（麒麟麦酒）
- パオン（シュワルツコフ ヘンケル）
- バン( Ban )（ライオン）
- パンシロン（ロート製薬）
- ビズタイムカフェ 冴えるブラック（ポッカコーポレーション）
- 氷結（麒麟麦酒）
- プライムマックス（ハイト／韓国）
- ブリンク アンド クリーン（AMOジャパン）
- ふるる冷麺（農心／韓国）
- From AQUA（JR東日本ウォータービジネス）
- ポッカコーヒーオリジナル（ポッカコーポレーション）
- ホームカフェ（ネスレ日本）
- My Jam（明治屋）
- 明治ブルガリアヨーグルト（明治乳業）
- モンカフェ（片岡物産）
- 野菜一日これ一本 / 朝のフルーツこれ一本（カゴメ）
- リカルデント（キャドバリージャパン）
- リコーR8（リコー）